# Lycenchelys argentina
Lycenchelys argentina är en fiskart som beskrevs av Marschoff, Torno och Tomo, 1977. Lycenchelys argentina ingår i släktet Lycenchelys och familjen tånglakefiskar. Inga underarter finns listade i Catalogue of Life.